# Günter Harder
Günter Harder (Ratzeburg, 14 de março de 1938 – Bona, 10 de junho de 2025) foi um matemático alemão.

## Educação
Harder estudou matemática e física em Hamburgo e Göttingen. Simultaneamente com o Staatsexamen em 1964 em Hamburgo, ele recebeu seu doutorado (Dr. rer. nat.) sob a orientação de Ernst Witt com uma tese Über die Galoiskohomologie der Tori.  Dois anos depois, ele completou sua habilitação.

## Carreira
Depois de um ano de pós-doutorado na Universidade de Princeton e um cargo de professor assistente na Universidade de Heidelberg, ele se tornou professor ordinário na Universidade de Bonn. Com exceção de uma estadia de seis anos na antiga Universität-Gesamthochschule Wuppertal, Harder permaneceu na Universidade de Bonn até sua aposentadoria em 2003. De 1995 a 2006, foi um dos diretores do Max-Planck-Institut für Mathematik em Bonn.
Ele foi professor visitante na Universidade de Harvard, Universidade de Yale, no Instituto de Estudos Avançados (IAS) de Princeton (nos anos acadêmicos de 1966-1967, 1972-1973, 1986-1987, outono de 1983, outono de 2006), no Institut des Hautes Études Scientifiques (I.H.É.S.) em Paris, no Instituto Tata de Pesquisa Fundamental em Mumbai, e no Instituto de Pesquisa em Ciências Matemáticas (MSRI) da Universidade da Califórnia, Berkeley.
Os alunos de doutorado de Harder incluem Kai Behrend, Jörg Bewersdorff, Joachim Schwermer e Maria Heep-Altiner.

## Morte
Harder morreu no dia 10 de junho de 2025, aos 87 anos, em Bona, Alemanha.

## Publicações
- Harder, G. (1971). «A Gauss-Bonnet formula for discrete arithmetically defined groups». Societe Mathematique de France. Annales scientifiques de l'École normale supérieure. 4 (3): 409–455. ISSN 0012-9593. doi:10.24033/asens.1217 (online).
- Harder, G. (1974). «Chevalley Groups Over Function Fields and Automorphic Forms». JSTOR. The Annals of Mathematics. 100 (2): 249–306. ISSN 0003-486X. JSTOR 1971073. doi:10.2307/1971073
- Harder, G.; Narasimhan, M. S. (1975). «On the cohomology groups of moduli spaces of vector bundles on curves». Springer Science and Business Media LLC. Mathematische Annalen. 212 (3): 215–248. ISSN 0025-5831. doi:10.1007/bf01357141 (online)
- «Algebraische Zyklen auf Hilbert-Blumenthal-Flächen.». Walter de Gruyter GmbH. Journal für die reine und angewandte Mathematik (Crelle's Journal). 1986 (366): 53–120. 1 March 1986. ISSN 0075-4102. doi:10.1515/crll.1986.366.53 Verifique data em: |data= (ajuda) (online).
- Harder, G. (1987). «Eisenstein cohomology of arithmetic groups. The case GL2». Springer Science and Business Media LLC. Inventiones Mathematicae. 89 (1): 37–118. Bibcode:1987InMat..89...37H. ISSN 0020-9910. doi:10.1007/bf01404673
- Goresky, M.; Harder, G.; MacPherson, R. (1994). «Weighted cohomology». Springer Science and Business Media LLC. Inventiones Mathematicae. 116 (1): 139–213. Bibcode:1994InMat.116..139G. ISSN 0020-9910. doi:10.1007/bf01231560
- Harder, Günter (1993). «Eisensteinkohomologie und die Konstruktion gemischter Motive». Lecture Notes in Mathematics. 1562. Berlin, Heidelberg: Springer Berlin Heidelberg. ISBN 978-3-540-57408-8. ISSN 0075-8434. doi:10.1007/bfb0090305
- Harder, Günter (2011). «Lectures on Algebraic Geometry I». Aspects of Mathematics. 35. Wiesbaden: Springer Fachmedien Wiesbaden. ISBN 978-3-8348-1844-7. ISSN 0179-2156. doi:10.1007/978-3-8348-8330-8
- Harder, Günter (2011). Lectures on Algebraic Geometry II. Wiesbaden: Vieweg+Teubner. ISBN 978-3-8348-0432-7. doi:10.1007/978-3-8348-8159-5
- Bruinier, Jan (2008). The 1-2-3 of modular forms : lectures at a summer school in Nordfjordeid, Norway. Berlin: Springer. ISBN 978-3-540-74117-6. OCLC 233973403[4] (contains Harder's contribution: Harder, Günter (2008). «Congruence Between a Siegel and an Elliptic Modular Form». The 1-2-3 of Modular Forms. Berlin, Heidelberg: Springer Berlin Heidelberg. pp. 247–262. ISBN 978-3-540-74117-6. doi:10.1007/978-3-540-74119-0_4)